# Archangelski-Nunatakker
Die Archangelski-Nunatakker (russisch Го́ра Архангельская Gora Archangelskaja) sind eine Gruppe verstreuter nunatakähnlicher Felsvorsprünge an der Oates-Küste des ostantarktischen Viktorialands. Sie liegen etwa 24 km westlich des zentralen Teils des Lasarew-Gebirges.
Fotografiert wurden sie von der United States Navy bei der Operation Highjump (1946–1947), von Teilnehmern einer sowjetischen Antarktisexpedition im Jahr 1958 sowie im Rahmen der Australian National Antarctic Research Expeditions im Jahr 1959. Ursprünglich war nur der größte Felsvorsprung nach dem sowjetischen Geologen Andrei Dmitrijewitsch Archangelski (1879–1940) benannt worden. Das Antarctic Names Committee of Australia (ANCA) dehnte diese Benennung schließlich auf die gesamte Gruppe aus.